# Sitio de Arequipa
El sitio de Arequipa fue un asedio y posterior batalla ocurrida durante la guerra civil peruana de 1856-1858.
Tras ocho meses de sitio y fracasadas las gestiones de paz promovidas por el ministro chileno Ramón Irarrázabal el ejército constitucional de Ramón Castilla asaltó la ciudad de Arequipa que constituía el último reducto del movimiento revolucionario promovido por el general Manuel Ignacio de Vivanco, tras la toma de la ciudad y el posterior sometimiento de la sublevada fragata Apurímac culminó la guerra civil más sangrienta que sufrió el Perú en toda su historia republicana.

## Antecedentes
A mediados del siglo XIX el Perú vivía una época de inestabilidad política motivada por el descontento de importantes sectores conservadores de la población ante los cambios liberales que se daban en el gobierno y la política interna del país.
Esta delicada situación tuvo su detonante con la promulgación de la Constitución Liberal de 1856; el 31 de octubre de ese mismo año se inició el levantamiento conservador en Arequipa que posteriormente fue liderado por Manuel Ignacio de Vivanco, quien recientemente había regresado de su exilio en Chile.
El gobierno envío a Arica al BAP Loa y al BAP Ucayali que desembarcaron 2 escuadrones de cazadores a caballo y medio batallón de infantería, tomando a su vez a presos políticos acusados de conspirar en Arica. También llegó el gran mariscal Miguel de San Román a tomar el mando de las fuerzas e intimó la rendición de Arequipa el 16 de noviembre, ese mismo día la fragata Apurímac se sublevaba contra el gobierno, a la que seguirían luego el transporte artillado Loa y la goleta Tumbes quedando Ramón Castilla únicamente con el Ucayali, tras la captura de las islas Chincha por los rebeldes estos pudieron adquirir en Chile dos nuevos vapores para la revolución a los que bautizaron como Arauco y Lambayeque.
Mientras tanto Vivanco oganizó una expedición de mil hombres al norte del Perú donde esperaba obtener el apoyo de los hacendados descontentos con la abolición de la esclavitud, la expedición sin embargo fue un desastre pues en ella perdió la mitad de sus efectivos y hubo de regresar derrotado a Arequipa, esto provocó que los marinos descontentos con el rumbo que había tomado la revolución se sometieran al gobierno en mayo de 1857, únicamente la fragata Apurímac comandada por los jóvenes oficiales Lizardo Montero y Miguel Grau permaneció fiel a la causa vivanquista.

## El sitio
Tras estos reveses parecía claro que la guerra terminaría pronto con la rendición de Arequipa. Cuando Vivanco regresó a la ciudad fue muy bien recibido por sus ciudadanos y aunque dio un discurso dando entender que la guerra estaba perdida, rápidamente se organizó un nuevo ejército. Mientras tanto el Mariscal San Román general en jefe del ejército del sur proveniente de Puno con 3 mil soldados inició el sitio de la ciudad en junio de 1857.
Fracasadas las negociaciones porque Vivanco se negaba a reconocer la Constitución de 1856 y porque el pueblo arequipeño rechazaba de plano todo arreglo que fuera ajeno a sus principios se hizo evidente que la guerra aún no había terminado. El 19 de junio se produjo un combate favorable a los arequipeños en el pueblo de Yumina, donde San Román había establecido su campamento, que fue celebrado como una gran victoria en la ciudad sitiada aunque San Román, a quien Castilla le había prohibido expresamente atacar la ciudad, afirmó que su fuerza no había sido debilitada. El 20 de julio arribó a Arequipa el resto del ejército constitucional de Castilla quien traía piezas de artillería de grueso calibre con las que esperaba forzar la rendición de la ciudad, tras reunirse con San Román en Quequeña se trasladó luego a Sachaca donde reorganizó a sus tropas que llegaron a sumar un aproximado de 7000 soldados de las tres armas (caballería, artillería e infantería).
Mientras tanto el asedio continuaba, Vivanco contaba con un pequeño ejército de 1300 soldados y 500 de guardia nacional sin embargo la población había hecho suya la causa de la revolución, se organizaron numerosas partidas de milicianos, entre la más célebre estuvo la columna Inmortales dirigida por el artesano Javier Sánchez que contaba con trescientos hombres regularmente armados y equipados con vistosos uniformes, otro ciudadano-soldado importante era el poeta Benito Bonifaz que enardecía a las multitudes con estrofas rutilantes; rápidamente se hicieron fosos, trincheras y fuertes en las principales entradas y por donde se creía que Castilla podía atacar, las fortificaciones fueron bautizadas con solemnes nombres como Sebastopol y Malakoff que hacían referencia a la sangrienta batalla ocurrida durante la Guerra de Crimea pocos años atrás y que demostraban la determinación de sus defensores de no salir sino vencedores o muertos. Arequipa se había convertido, a decir del historiador Jorge Basadre, en un "caudillo colectivo", todos los días partidas de paisanos armados abandonaban la ciudad, sin que Vivanco pudiera hacer nada para evitarlo, para tirotear a los sitiadores lo que habitualmente terminaba con uno o dos muertos en cada bando.
Entre el 27 de enero y 5 de febrero de 1858, el ministro plenipotenciario chileno, Ramón Luis Irrazabal, condujo negociaciones por la paz en Arequipa, con aprobación de Castilla, pero se encontró con la negativa de Vivanco, aunque este último, exigió como requisito para la paz el retiro definitivo de la escena política de Castilla y de él mismo.

## El asalto
Después de ocho meses de asedio Castilla comprendió que debía tomar la ciudad aunque sabía que esto tendría un alto coste de vidas humanas.
Castilla movió su ejército en la medianoche del 5 de marzo hasta el antiguo panteón de Miraflores. El sábado 6 de marzo empieza el ataque por el Alto de San Pedro; la lucha fue tan dura que, una bala le quitó a Castilla los anteojos con que observaba la batalla. Luego el ejército tomó el fuerte Caja de Agua y a las once de la mañana, el Malakoff, muriendo todos su defensores entre ellos el poeta Benito Bonifaz. Los ejércitos peleaban casa por casa. La lucha se concentró en las torres Santa Rosa y Santa María. Al llegar la noche ya estaban ocupados el convento de Santa Rosa, (que Vivanco no había fortificado por consideración a las monjas) y la primera trinchera de este nombre, y a pesar de sus fuertes bajas Castilla había logrado forzar las puertas de Arequipa.
A las once de la noche, Vivanco escribió una carta al ministro chileno Ramón Luis Irarrázaval con el objetivo de pedir la suspensión de las hostilidades, que llegó a manos de este a las 2 de la madrugada. Fue inútil. Al amanecer del domingo 7, Castilla emprendió un nuevo ataque. En la acequia de Santa Rosa la sangre corrió como agua. A las 10 de la mañana fueron asaltados la trinchera y muros de Santa Rosa, muriendo todos los miembros de la columna Inmortales. a las 11:35 a. m. terminó la batalla y los vencedores se reúnen en la plaza de armas.
El general Vivanco se asiló en una casa extranjera para después pasar a Chile, es unánime la creencia que Castilla lo dejó escapar.
Tras dieciséis meses de lucha y de treinta horas de batalla final la rebelión conservadora había sido vencida.

## Consecuencias
Las bajas fueron tremendas en ambos bandos, Castilla calculó sus bajas en 2000 hombres fuera de combate entre muertos y heridos, en estos últimos se encontraban los tenientes Francisco Bolognesi, con dos tiros en el mulso derecho, y Andrés Avelino Cáceres a quien una bala hirió bajo el ojo izquierdo y que si bien no comprometió su vista hizo que desde entonces recibiera entre sus camaradas el apelativo del tuerto Cáceres.
En el bando revolucionario las bajas fueron aún mayores, solamente los muertos llegaron a 3000. Se dice que no había una sola familia en la ciudad que no hubiera perdido un familiar o amigo en la batalla.
Castilla en un momento de ira contra la ciudad que se le había enfrentado expidió con fechas 12 y 14 de marzo de 1858 dos decretos suprimiendo el departamento del que Arequipa era capital y convirtiéndolo en provincia, aunque pasadas las pasiones de la guerra desistió de tal medida el 13 de mayo del mismo año.